# Municipio de Douglas (condado de Mitchell)
El municipio de Douglas (en inglés: Douglas Township) es un municipio ubicado en el condado de Mitchell en el estado estadounidense de Iowa. En el año 2010 tenía una población de 295 habitantes y una densidad poblacional de 3,2 personas por km².

## Geografía
El municipio de Douglas se encuentra ubicado en las coordenadas 43°17′34″N 92°36′24″O / 43.29278, -92.60667. Según la Oficina del Censo de los Estados Unidos, el municipio tiene una superficie total de 92.32 km², de la cual 92,31 km² corresponden a tierra firme y (0,01 %) 0,01 km² es agua.

## Demografía
Según el censo de 2010, había 295 personas residiendo en el municipio de Douglas. La densidad de población era de 3,2 hab./km². De los 295 habitantes, el municipio de Douglas estaba compuesto por el 99,32 % blancos, el 0,34 % eran afroamericanos y el 0,34 % eran de una mezcla de razas. Del total de la población el 1,02 % eran hispanos o latinos de cualquier raza.